# Eriosema humile
Eriosema humile är en ärtväxtart som beskrevs av Lucien Leon Hauman. Eriosema humile ingår i släktet Eriosema och familjen ärtväxter. Inga underarter finns listade i Catalogue of Life.